# 스텝레밍
스텝레밍(Lagurus lagurus)은 비단털쥐과에 속하는 설치류의 일종이다. 스텝레밍속(Lagurus)의 유일종이다. 작고 통통한 밝은 갈색의 설치류로 노르웨이레밍(Lemmus lemmus)과 겉모습이 유사하지만, 같은 레밍속에 속하지는 않는다. 스텝레밍은 새싹과 잎을 먹고, 밤에 더 활동적이지만 엄밀한 의미의 야행성 동물은 아니다. 야생에서 러시아와 우크라이나의 스텝 지대와 반건조 환경에서 서식한다. 영국처럼 극서 지역에서 화석이 발견된 기록이 있다.